# Кэллениус, Ола
Ола Кэллениус (швед. Ola Källenius; род. 11 июня 1969, Вестервик, Кальмар) — шведский топ-менеджер, который с мая 2019 года является генеральным директором и председателем правления Daimler AG (сейчас переименована в Mercedes-Benz Group AG). Он также возглавляет компанию Mercedes-Benz, одного из крупнейших мировых производителей премиальных автомобилей.

## Биография
Кэллениус начал свою карьеру в Daimler-Benz AG в 1993 году, проходя через различные руководящие должности в компании.
В 2015 году он стал членом правления Daimler AG, где возглавлял подразделение Mercedes-Benz Cars.
В 2019 году после ухода Дитера Цетше, он стал генеральным директором компании, став первым в истории Daimler AG руководителем, не являющимся гражданином Германии. Под руководством Олы Кэллениуса компания активизировала переход к электромобилям, разработке автономных транспортных средств и цифровым технологиям, что стало важной частью стратегии компании на ближайшие годы.
1. 1 2 3 4  https://www.daimler.com/konzern/corporate-governance/vorstand/kaellenius/
2. 1 2  Ola Källenius // Munzinger Personen (нем.)